# Список экорегионов Филиппин
Филиппинский архипелаг является одним из величайших в мире хранилищ биоразнообразия и эндемизма. На архипелаге насчитывается более 7000 островов, а общая площадь составляет 300 780 км².
Филиппины никогда не были связаны с континентальной Азией через сухопутные мосты, поэтому флоре и фауне островов пришлось пересечь океанские проливы, чтобы добраться до Филиппин. Филиппины являются частью экосистемы Индомалайской экологической зоны, а её флора и фауна в основном происходят из тропической Азии. Ботанически Филиппины являются частью Малезийской области — флористической провинции, которая включает Малайский полуостров, Индонезию и Новую Гвинею. Большая часть малезийской флоры происходит из тропической Азии, включая диптерокарпусы, которые являются характерными деревьями филиппинских лесов. Элементы антарктической флоры, которая возникла в древнем южном полушарии суперконтинента Гондваны, также присутствуют древние хвойные деревья, такие как подокарповые (Podocarpus, Nageia, Sundacarpus) и араукарии (Agathis).
Экорегионы Филиппин определяются в первую очередь уровнем моря во время ледниковых периодов, который был на 120 метров ниже, чем в настоящее время, потому что миллиарды литров воды были заперты в огромных континентальных ледниках. Это падение уровня моря привело к тому, что многие острова, в настоящее время разделённые, были частью более крупных островов, что позволяло осуществлять обмен флорой и фауной:
- Большой Лусон включал Лусон, Катандуан, Мариндук, Полилло и несколько небольших островов.
- В Большое Минданао входили Минданао, Басилан, Бохол, Лейте,  Самар и небольшие прилегающие острова.
- Большой Палаван включал Палаван, Балабак, Бусуангу, Кулион, Куйо и прилегающие небольшие острова.
- Большой Негрос-Панай включал Негрос, Панай, Себу и Масбате.
- Большая Сулу включала большую часть архипелага Сулу, от Тави-Тави до Джоло.

Эти ранее связанные острова представляют собой отдельный экорегион, а также Миндоро, который остался отдельно от остальных, наряду с несколькими меньшими островами, в частности, Камигин, Сибуян и Сикихор.
Каждая группа островов, которые были связаны наземными мостами в ледниковые периоды, также представляет собой отдельный фаунистический регион. Отсутствие наземного моста к азиатскому континенту не позволило большинству представителей азиатской мегафауны, включая азиатских слонов, носорогов, чепрачных тапиров, тигров, леопардов и гиббонов, добраться до Филиппин, хотя они обитают на соседних индонезийских островах Сундаланд, которые ранее были соединены с азиатским континентом из-за понижения уровня моря.
Другим основным фактором, определяющим филиппинские экорегионы, является возвышение; в высоких горах Лусона и Минданао произрастают различные горные тропические леса. Горы Лусона также являются домом для тропических сосновых лесов Лусона.
Тропические и субтропические влажные широколиственные леса
- Великие дождевые леса Негрос-Панай
- Лусонские горные дождевые леса
- Лусонские дождевые леса
- Горные дождевые леса Минданао
- Дождевые леса Минданао-Восточные Висайи
- Дождевые леса Миндоро
- Палаванские дождевые леса
- Острова Южно-Китайского моря (спорные между Китаем, Малайзией, Филиппинами, Тайванем, Вьетнамом)
- Дождевые леса в архипелаге Сулу

Тропические и субтропические хвойные леса
- Тропические сосновые леса Лусона